# Brahmaguptov izrek
Brahmaguptov izrék [brahmagúptov ~] je izrek v ravninski geometriji imenovan po Brahmagupti. Izrek pravi, da v ortodiagonalnem tetivnem štirikotniku pravokotnice iz presečišča diagonal na stranice razpolavljajo nasprotne stranice. Pri tem velja tudi, da so razdalje od presečišč diagonal do razpolovišč stranic enake dolžinam polovic stranic.
Daljice od razpolovišč nasprotnih stranic do presečišč pravokotnic in stranic v štirikotniku se imenujejo sredinske višine (maltitude).
Velja tudi obrat izreka: če v štirikotniku sredinske višine tvorijo šop premic, je štirikotnik  tetiven in ortodiagonalen. Presečišče šopa se imenuje protisredišče (anticenter) in protisredišče sovpada s presečiščem diagonal. 
V splošnejšem primeru v tetivnem štirikotniku sredinske višine še vedno tvorijo šop premic, vendar diagonali nista več pravokotni in tetivni štirikotnik ni tudi ortodiagonalen, protisredišče pa ne sovpada s presečiščem diagonal. V tetivnem štirikotniku njegovo težišče leži na polovici med protisrediščem in središčem očrtane krožnice in tudi na Newton-Gaussovi premici.